# Cinque Terre

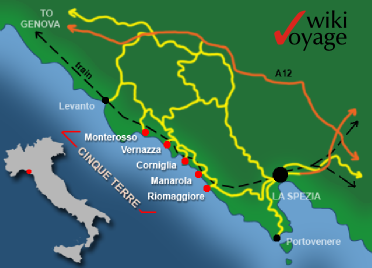
Karte der Region

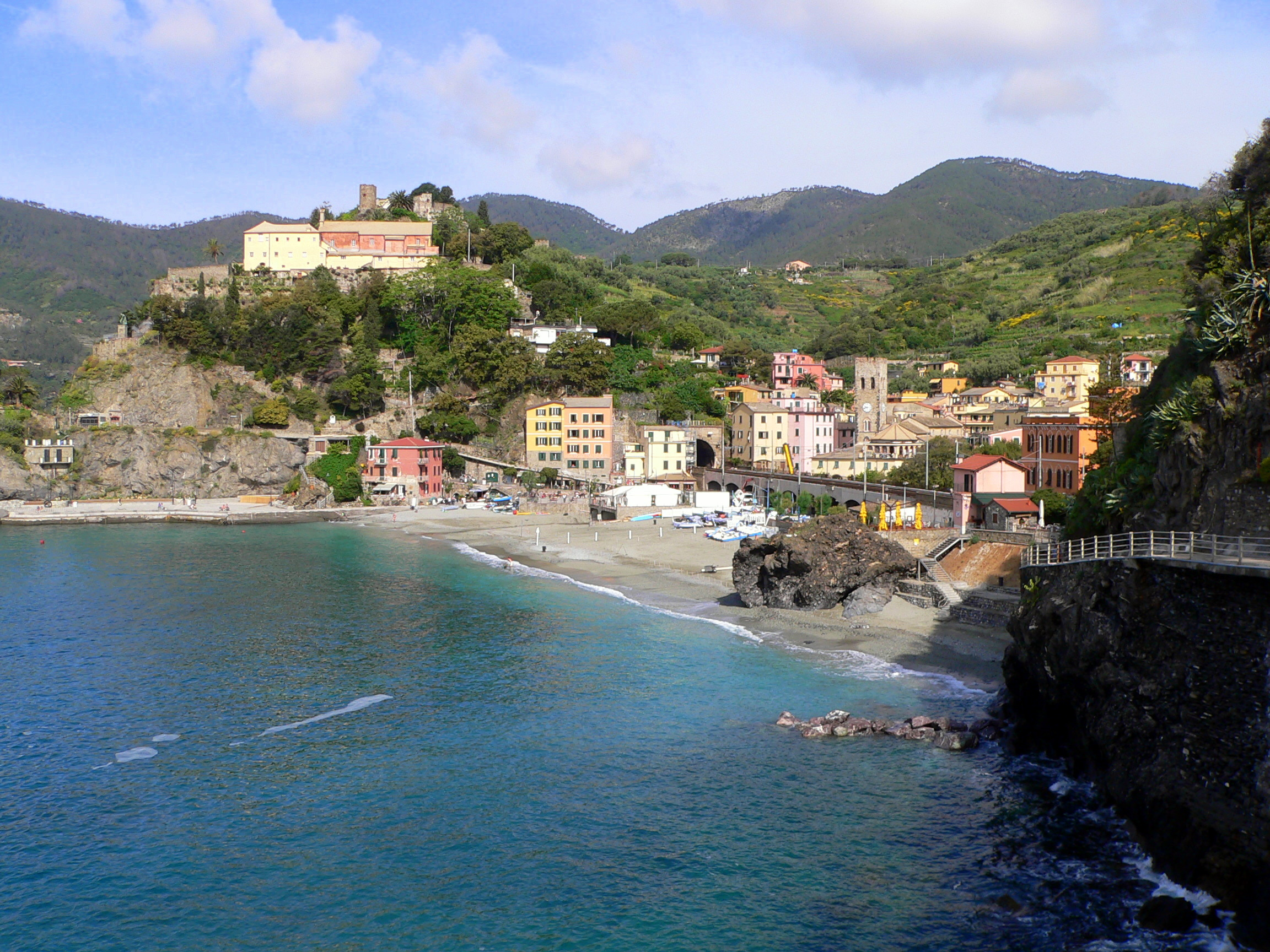
Monterosso al Mare

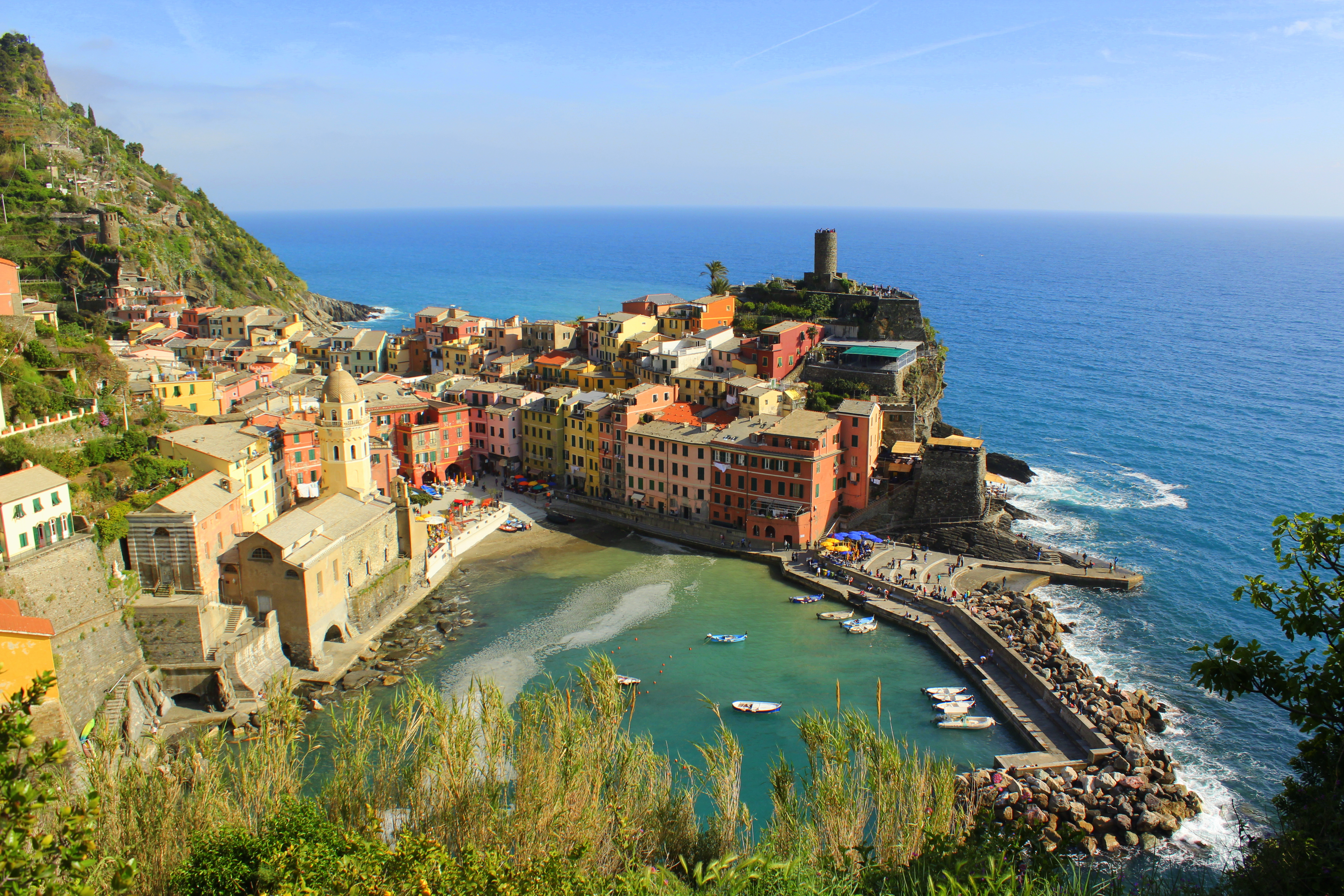
Vernazza

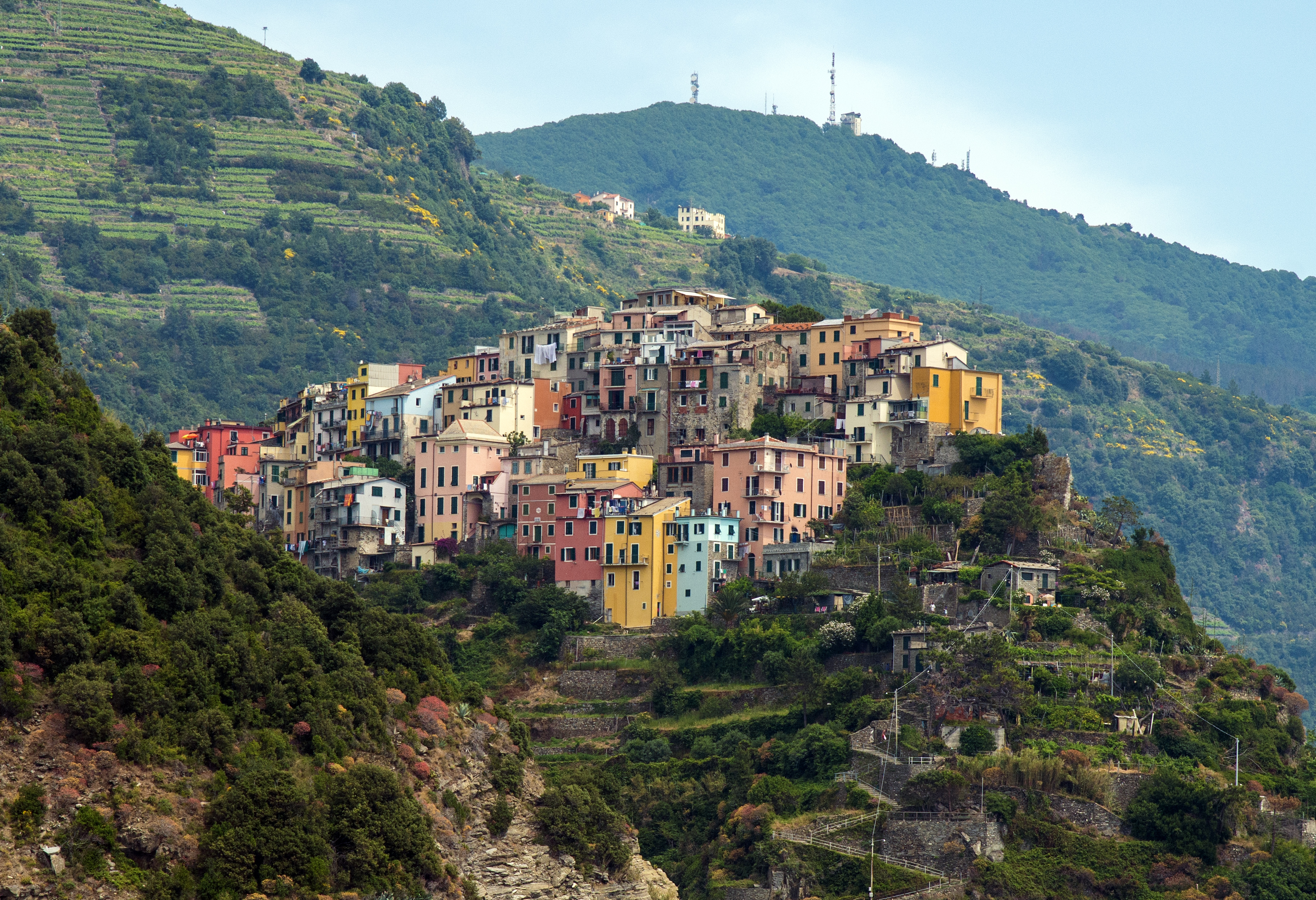
Corniglia

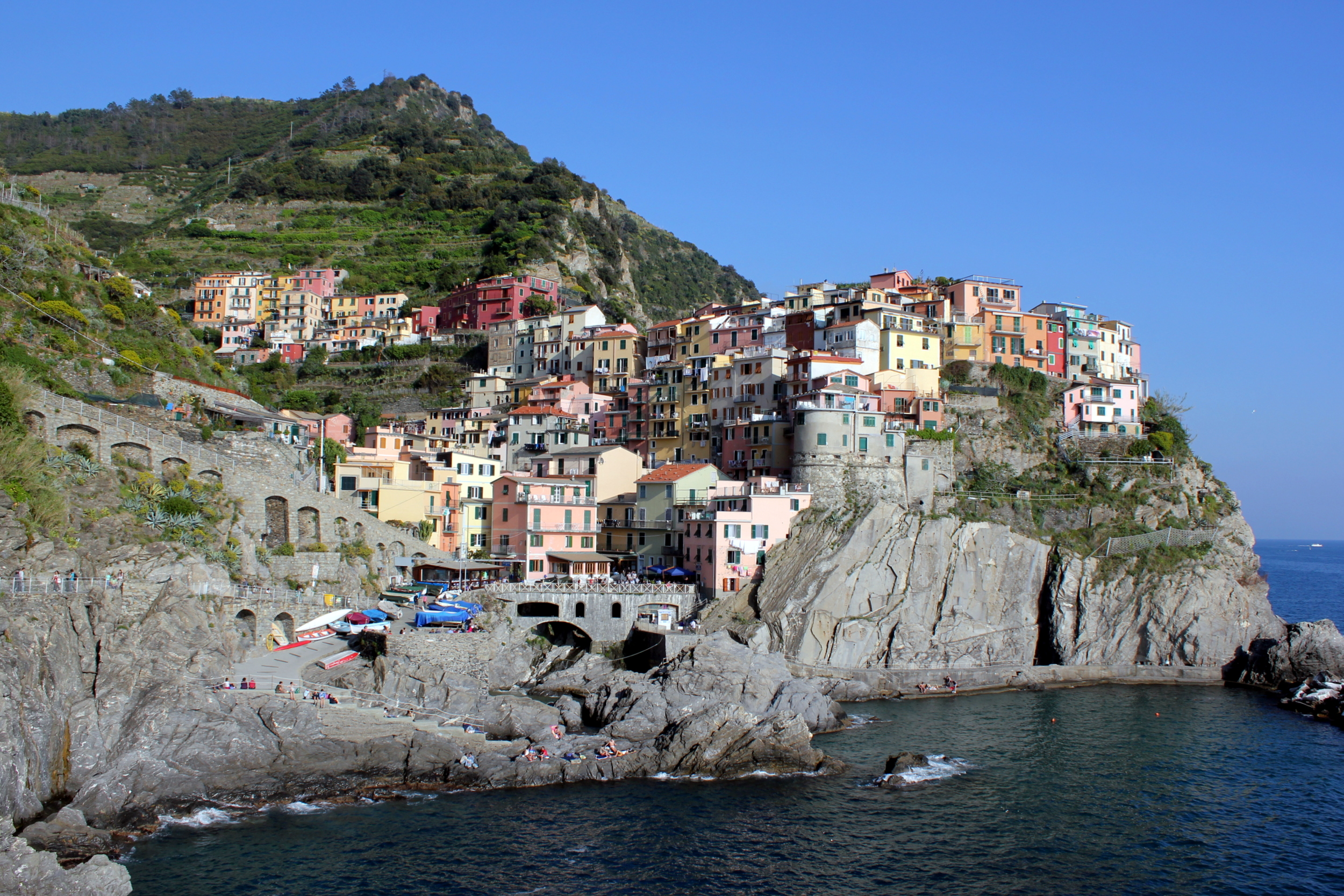
Manarola

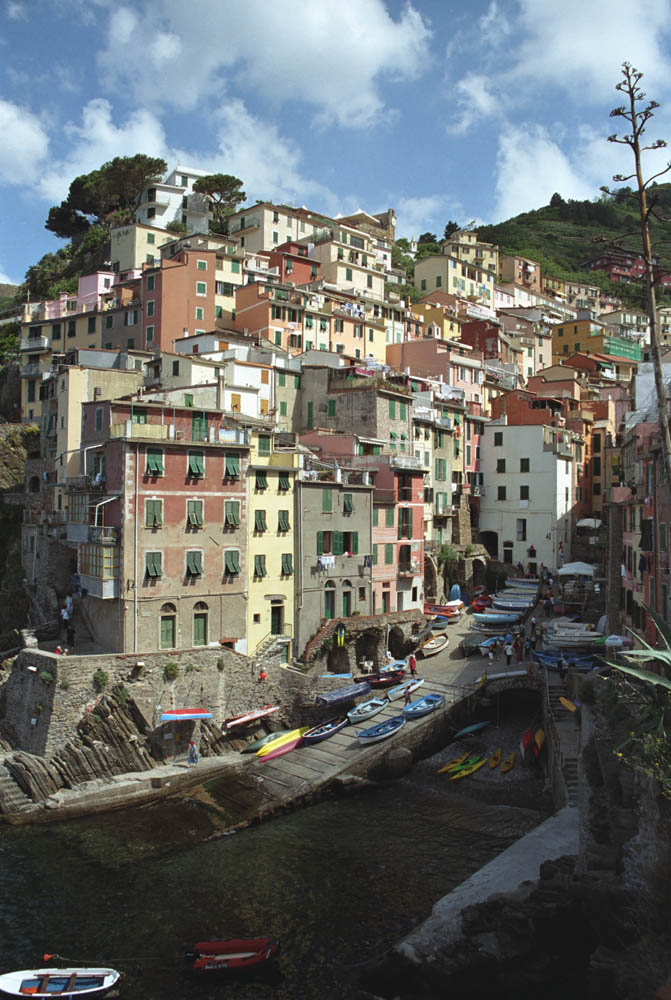
Riomaggiore

Als Cinque Terre (Ital., wörtlich Fünf Gebiete/Lande) wird ein etwa zwölf Kilometer langer klimabegünstigter Küstenstreifen der Italienischen Riviera zwischen Punta Mesco und Punta di Montenero nordwestlich von La Spezia in der Region Ligurien bezeichnet. Von Nordwest nach Südost reihen sich die fünf Dörfer Monterosso al Mare (1350 Einwohner), Vernazza, Corniglia (zusammen 711 Einwohner), Manarola (353 Einwohner) und Riomaggiore (1263 Einwohner) entlang der steil abfallenden Küste der Riviera di Levante auf.
Die Region zählt etwa 3500 Einwohner und ist als Nationalpark geschützt, in dem nichts gebaut oder verändert werden darf. 1997 wurden die Cinque Terre zusammen mit Porto Venere und den Inseln Palmaria, Tino und  Tinetto  zum UNESCO-Weltkulturerbe erklärt.

## Geografie
Entlang der Küste erstreckt sich eine mehrere hundert Meter hohe, zum Teil steil ins Meer abfallende, sanft gerundete Bergkette. Die Cinque Terre bestehen aus fünf kleinen, abschüssigen Geländeeinschnitten, die sich zum Meer hin öffnen. In den Tälern liegt je eines der Dörfer. Vier der fünf Ortschaften liegen unmittelbar am Wasser. Lediglich Corniglia liegt auf einem Felsvorsprung rund 100 Meter über dem Meer.

## Geschichte
Im frühen Mittelalter gehörte die Region zur Otbertinischen Mark (Italienisch Marca Obertenga), die von den Otbertinern (Obertenghi) beherrscht wurde, einem langobardischen Adelsgeschlecht. Markgraf Otbert I. (Italienisch: Oberto), der 975 starb, war Pfalzgraf des frühen Königreichs Italien, ab 951 Markgraf von Mailand und Fürst von Luni. Unter seinen Nachfahren wurden die Gebiete geteilt, und die Region Cinque Terre ging mit der Lunigiana und Garfagnana sowie Teilen der Lombardei an den Familienzweig, der sich Malaspina nannte.
Die ältesten Zeugnisse eines Castro Venaccio aus dem Jahr 1050 und eines Monte Russo gehen auf Schenkungsurkunden zurück. Die Landschaftsstruktur erfuhr in dieser Zeit grundlegende Veränderungen. In Meeresnähe wurden Terrassenkulturen für den Weinbau angelegt. Heutzutage müssen die an den Steilhängen errichteten Terrassen dauerhaft instand gehalten werden, um ein Abrutschen ganzer Hänge zu verhindern.
Fischfang und Handel trugen zur Entwicklung engerer Beziehungen zwischen Küste und Hinterland bei. Im 12. Jahrhundert ließ die Republik Genua eine strategische Festungsanlage auf der Punta San Pietro in dem größeren, südlich angrenzenden Ort Porto Venere errichten. 1209 ergriff die Republik endgültig Besitz von Vernazza. Den größten Teil ihrer Geschichte teilten die Cinque Terre mit der Republik Genua.

## Wirtschaft und Infrastruktur

### Landwirtschaft
Die Hänge oberhalb der Ortschaften sind großenteils bewaldet. Der hier angebaute Wein sowie Zitrusfrüchte und Oliven bildeten neben dem Fischfang über Jahrhunderte hinweg die Lebensgrundlage der Einwohner. Der Weinanbau hat auch dazu beigetragen, die einzigartige Kulturlandschaft mit ihren Weinbergterrassen und Trockenmauern zu schaffen und zu erhalten.

### Verkehr
1874 wurde entlang der Küste die Eisenbahnstrecke von Genua nach La Spezia gebaut, und jeder der fünf Orte bekam einen eigenen Bahnhof. Außerhalb der Bahnhöfe verläuft die Strecke fast gänzlich in Tunneln. Der Bahnanschluss ist heute noch die wichtigste Verbindung untereinander und zum Umland, denn einzig Riomaggiore und Manarola sind über die gut ausgebaute Staatsstraße 370, die Litoranea delle Cinque Terre, zu erreichen.
Ursprünglich hätte diese Straße die bis zu ihrem Bau isoliert liegende Region mit der Stadt La Spezia und dem touristischen Zentrum Sestri Levante verbinden sollen. Nach Protesten von Einheimischen wurde der Bau jedoch eingestellt. So bleiben die anderen Dörfer nur über sehr zeitraubende, kurvenreiche und steile Straßen oder eben mit der Bahn erreichbar, teils mit drei Verbindungen je Stunde.

### Tourismus
Von Frühjahr bis Herbst strömen zahlreiche Touristen mit dem Zug in die Region. Die Zugfahrt selbst ist eine Attraktion, da sie die Region in einer eindrucksvollen Tunnelstrecke am Meer durchquert – mit häufigen Ausblicken aufs Wasser – und in allen fünf Dörfern sowie in den benachbarten Strandbädern hält.
So stellt der Tourismus in der heutigen Zeit auch die Haupteinnahmequelle der Bewohner dar. Da es nur in Monterosso al Mare ein kleines Stück Sandstrand gibt, kann der Strandbad-Massentourismus in den kleinen Orten nicht Fuß fassen. Meist kommen Tagestouristen und Wanderer.

#### Wanderwege

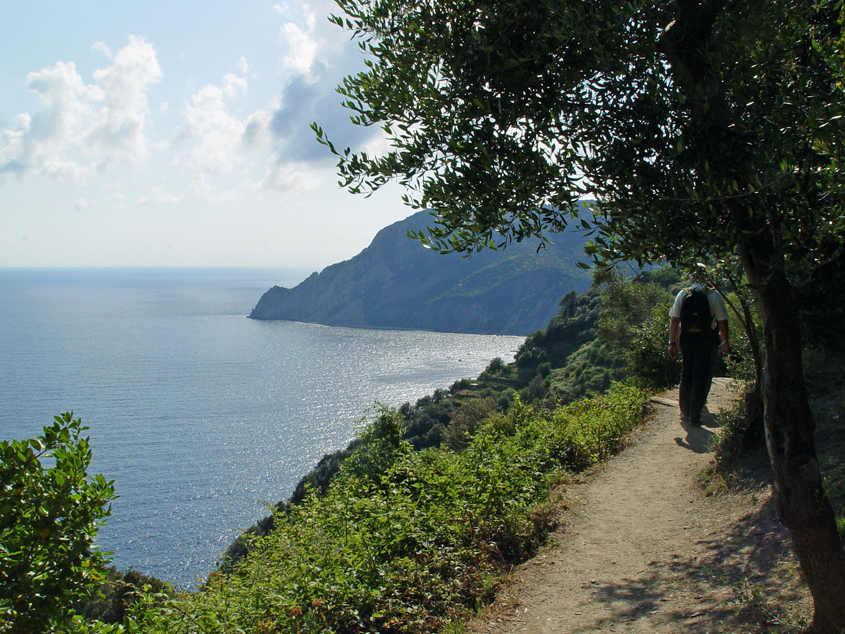
Küstenweg zwischen Corniglia und Vernazza

Neben den Dörfern selbst ist der Wanderweg Via dell’Amore, der die Dörfer Riomaggiore und Manarola entlang der Küste in moderater Höhe verbindet, die größte Attraktion. Landschaftlich reizvoll ist auch der anschließende Wanderweg von Manarola über Corniglia und Vernazza nach Monterosso – die anderen drei Abschnitte des zwölf Kilometer langen Wanderwegs Blauer Weg, der die Dörfer verbindet. Hier wandert man auf schmalen Pfaden durch die Macchie und durch Wein- und Olivenhänge.
Einige Abschnitte des Blauen Wegs sind gebührenpflichtig. Die Via dell’Amore, nach einem Erdrutsch im Jahr 2012 über ein Jahrzehnt geschlossen, soll nur im Rahmen von geführten Touren wieder zugänglich gemacht werden. Auch das Schuhwerk wird kontrolliert.

#### Übertourismus
Die Region beklagt einen starken Übertourismus. 2023 wurde die Situation in den kleinen Dörfern mit dem Leitsatz „Vier Millionen Touristen [pro Jahr] auf einem Quadratkilometer“ (Parco delle Cinque Terre. Studio preliminare dei flussi turistici e delle ipotesi progettuali) illustriert. In dem Jahr wurde mit einem Drittel mehr Touristen gerechnet als im Vorjahr 2022.
Mit verschiedenen Maßnahmen wird versucht, den Einheimischen trotz Touristenmengen einen erträglichen Alltag zu ermöglichen. Dazu gehören Verhaltensregeln, die mit Bußen geahndet werden, Gebühren für Wanderwege, Einbahnverkehr auf Wanderwegen zur Hochsaison oder teurere Zugfahrkarten für Nicht-Einheimische im Sommer sowie an Wochenenden.

## Kulturelle Einflüsse
Der animierte Pixar-Film Luca aus dem Jahr 2021 wurde von Orten der Cinque Terre inspiriert.